# Superprestige veldrijden 2023-2024
De Superprestige veldrijden 2023-2024 (officieel: Telenet Superprestige 2023-2024) was het 42ste seizoen van het regelmatigheidscriterium in het veldrijden. De Superprestige werd georganiseerd door Flanders Classics en bestond acht uit crossen in België.

## Puntenverdeling
Punten werden toegekend aan alle crossers die in aanmerking komen voor Superprestige-punten. Voor de categorieën mannen elite en vrouwen elite ontving de top vijftien punten aan de hand van de volgende tabel:
| Positie | 1  | 2  | 3  | 4  | 5  | 6  | 7 | 8 | 9 | 10 | 11 | 12 | 13 | 14 | 15 |
| Punten  | 15 | 14 | 13 | 12 | 11 | 10 | 9 | 8 | 7 | 6  | 5  | 4  | 3  | 2  | 1  |

In ieder klassement van de Superprestige werd aan de hand van de gewonnen punten in de acht wedstrijden een eindklassement opgemaakt. De veldrijder met het hoogste aantal punten in zijn klassement werd als winnaar van de Superprestige uitgeroepen.
1. ↑  De deelnemers hadden niet de verplichting om aan alle wedstrijden van de Superprestige deel te nemen. Indien bij het opmaken van het eindklassement meerdere renners met eenzelfde aantal punten zouden eindigen, werd voorrang gegeven aan de renner die in de meeste wedstrijden van de Superprestige van start gegaan is. Indien aansluitend nog renners op gelijk puntenniveau stonden, werd het voordeel gegeven aan de renner met de meeste overwinningen in de crossen van de Superprestige. Indien deze factor niet kon meespelen, zou de renner met de beste uitslag in de laatste wedstrijd (Middelkerke 10/02/2024) het voordeel genieten.

## Mannen elite

### Kalender en podia
| Datum      | Locatie                               | Cat. | Winnaar              | Tweede                 | Derde                  | Leider in het klassement |
| ---------- | ------------------------------------- | ---- | -------------------- | ---------------------- | ---------------------- | ------------------------ |
| 22/10/2023 | Druivencross, Overijse                | C1   | Eli Iserbyt          | Michael Vanthourenhout | Lars van der Haar      | Eli Iserbyt              |
| 28/10/2022 | Cyclocross Ruddervoorde, Ruddervoorde | C1   | Eli Iserbyt          | Lars van der Haar      | Michael Vanthourenhout | Eli Iserbyt              |
| 11/11/2023 | Jaarmarktcross, Niel                  | C1   | Eli Iserbyt          | Joris Nieuwenhuis      | Felipe Orts            | Eli Iserbyt              |
| 18/11/2023 | Vlaamse Aardbeiencross, Merksplas     | C1   | Joris Nieuwenhuis    | Eli Iserbyt            | Niels Vandeputte       | Eli Iserbyt              |
| 02/12/2023 | Niels Albert CX, Boom                 | C1   | Joris Nieuwenhuis    | Cameron Mason          | Eli Iserbyt            | Eli Iserbyt              |
| 27/12/2023 | GP Eric De Vlaeminck, Zolder          | C1   | Wout van Aert        | Eli Iserbyt            | Joris Nieuwenhuis      | Eli Iserbyt              |
| 28/12/2023 | Cyclocross Diegem, Diegem             | C1   | Mathieu van der Poel | Tom Pidcock            | Eli Iserbyt            | Eli Iserbyt              |
| 10/02/2024 | Noordzeecross, Middelkerke            | C1   | Eli Iserbyt          | Michael Vanthourenhout | Joris Nieuwenhuis      | Eli Iserbyt              |

### Eindstand
| Legenda | Legenda | Legenda | Legenda  | Legenda       | Legenda         | Legenda              |
| ------- | ------- | ------- | -------- | ------------- | --------------- | -------------------- |
| 1e plek | 2e plek | 3e plek | 4 t/m 15 | -geen punten- | niet uitgereden | – (niet deelgenomen) |

| Pos.   | Renner                 | Team | OVE  | RUD  | NIE  | MER  | BOO  | ZOL  | DIE  | MID  | Punten |
| ------ | ---------------------- | ---- | ---- | ---- | ---- | ---- | ---- | ---- | ---- | ---- | ------ |
| Goud   | Eli Iserbyt            | PSB  | 1    | 1    | 1    | 2    | 3    | 2    | 3    | 1    | 114    |
| Zilver | Joris Nieuwenhuis      | BTL  | -16- | 12   | 2    | 1    | 1    | 3    | 5    | 3    | 85     |
| Brons  | Niels Vandeputte       | ADC  | 10   | 8    | 6    | 3    | 4    | 4    | 13   | 5    | 75     |
| 4      | Michael Vanthourenhout | PSB  | 2    | 3    | DNF  | –    | 5    | DNF  | 4    | 2    | 64     |
| 5      | Kevin Kuhn             | CRT  | 7    | 4    | 10   | 6    | –    | 8    | 14   | -17- | 47     |
| 6      | Laurens Sweeck         | CCO  | 8    | 5    | 4    | 8    | DNF  | –    | –    | 11   | 44     |
| 7      | Felipe Orts Lloret     | BBH  | –    | 7    | 3    | 4    | –    | –    | –    | 7    | 43     |
| 8      | Cameron Mason          | 777  | 5    | 10   | 7    | –    | 2    | –    | –    | DNF  | 40     |
| 9      | Lars van der Haar      | BTL  | 3    | 2    | DNF  | –    | –    | –    | –    | 4    | 39     |
| 10     | Gerben Kuypers         | CRT  | 6    | 6    | 9    | 5    | DNF  | –    | –    | –    | 38     |
| 11     | Witse Meeussen         | CCO  | 12   | 15   | 8    | 10   | 7    | DNF  | -23- | 9    | 35     |
| 12     | Jens Adams             | AFH  | -20- | -16- | 12   | 7    | 8    | –    | –    | 6    | 31     |
| 13     | Lander Loockx          | TDT  | -24- | DNF  | 13   | 9    | 11   | 13   | 8    | -16- | 26     |
| 14     | Toon Vandebosch        | CCO  | 13   | 9    | 5    | 12   | –    | –    | –    | DNF  | 25     |
| 15     | Thijs Aerts            | CRT  | -17- | -19- | 15   | 13   | 9    | 9    | –    | 10   | 24     |
| 16     | Thibau Nys             | BTL  | 4    | –    | –    | -27- | 6    | –    | DNF  | –    | 22     |
| 17     | Ward Huybs             | BTL  | -23- | -20- | –    | –    | -17- | 7    | 9    | 12   | 20     |
| 18     | Ryan Kamp              | PSB  | 9    | 11   | 13   | –    | –    | -16- | –    | 13   | 18     |
| 19     | Jente Michels          | ADC  | 11   | 14   | 14   | –    | 10   | –    | –    | DNF  | 15     |
| 19     | Joran Wyseure          | CCO  | -22- | 11   | DNF  | –    | –    | 6    | –    | DNF  | 15     |
| 19     | Quinten Hermans        | ADC  | –    | –    | –    | –    | –    | 11   | 6    | –    | 15     |
| 19     | Wout van Aert          | TVL  | –    | –    | –    | –    | –    | 1    | –    | –    | 15     |
| 19     | Mathieu van der Poel   | ADC  | –    | –    | –    | –    | –    | –    | 1    | –    | 15     |
| 24     | Tibor del Grosso       | ADC  | –    | –    | –    | –    | 13   | 5    | –    | –    | 14     |
| 24     | Tom Pidcock            | IGD  | –    | –    | –    | –    | –    | –    | 2    | –    | 14     |
| 26     | Pim Ronhaar            | BTL  | 14   | –    | –    | –    | –    | –    | –    | 8    | 10     |
| 27     | Emiel Verstrynge       | CCO  | –    | –    | –    | –    | –    | –    | 7    | –    | 9      |
| 28     | Anton Ferdinande       | DHM  | –    | –    | -18- | -18- | 12   | 12   | -47- | –    | 8      |
| 29     | Corné van Kessel       | DHM  | 15   | -18- | DNF  | 11   | –    | -20- | –    | –    | 6      |
| 29     | Aaron Dockx            | CCO  | -25- | –    | DNF  | –    | -27- | 10   | -16- | –    | 6      |
| 29     | Michael Boroš          | EKA  | –    | –    | –    | –    | –    | –    | 10   | –    | 6      |
| 32     | Marcel Meisen          | –    | -28- | –    | –    | –    | –    | –    | 11   | -24- | 5      |
| 33     | Thomas Mein            | HFR  | –    | –    | –    | –    | –    | –    | 12   | -18- | 4      |
| 34     | Tom Meeusen            | AFH  | -31- | -26- | -20- | -17- | 14   | -19- | -17- | 15   | 3      |
| 35     | Yordi Corsus           | PSB  | –    | DNF  | DNF  | 14   | -19- | -18- | –    | DNF  | 2      |
| 35     | Arne Baers             | CRT  | -19- | –    | –    | –    | 15   | 15   | –    | –    | 2      |
| 35     | Clément Venturini      | DAT  | –    | –    | –    | –    | –    | 14   | –    | –    | 2      |
| 35     | Daan Soete             | DHM  | –    | –    | -22- | -19- | -18- | –    | –    | 14   | 2      |
| 39     | Mees Hendrikx          | CCO  | -29- | DNF  | -19- | 15   | –    | DNF  | -18- | –    | 1      |
| 39     | Gioele Bertolini       | FAG  | –    | –    | –    | –    | –    | –    | 15   | –    | 1      |

| Pos. | Prijzengeld |
| ---- | ----------- |
| 1.   | € 25.000    |
| 2.   | € 16.000    |
| 3.   | € 10.000    |
| 4.   | € 7.500     |
| 5.   | € 4.000     |
| 6.   | € 2.500     |
| 7.   | € 1.500     |
| 8.   | € 1.000     |
| Tot. | € 67.500    |

## Vrouwen elite

### Kalender en podia
| Datum      | Locatie                               | Cat. | Winnares                   | Tweede                     | Derde                      | Leidster in het klassement |
| ---------- | ------------------------------------- | ---- | -------------------------- | -------------------------- | -------------------------- | -------------------------- |
| 22/10/2023 | Druivencross, Overijse                | C1   | Fem van Empel              | Ceylin del Carmen Alvarado | Inge van der Heijden       | Fem van Empel              |
| 28/10/2022 | Cyclocross Ruddervoorde, Ruddervoorde | C1   | Ceylin del Carmen Alvarado | Annemarie Worst            | Marion Norbert-Riberolle   | Ceylin del Carmen Alvarado |
| 11/11/2023 | Jaarmarktcross, Niel                  | C1   | Ceylin del Carmen Alvarado | Aniek van Alphen           | Annemarie Worst            | Ceylin del Carmen Alvarado |
| 18/11/2023 | Vlaamse Aardbeiencross, Merksplas     | C1   | Ceylin del Carmen Alvarado | Lucinda Brand              | Marion Norbert-Riberolle   | Ceylin del Carmen Alvarado |
| 02/12/2023 | Niels Albert CX, Boom                 | C1   | Fem van Empel              | Puck Pieterse              | Annemarie Worst            | Annemarie Worst            |
| 27/12/2023 | GP Eric De Vlaeminck, Zolder          | C1   | Fem van Empel              | Ceylin del Carmen Alvarado | Inge van der Heijden       | Annemarie Worst            |
| 28/12/2023 | Cyclocross Diegem, Diegem             | C1   | Puck Pieterse              | Ceylin del Carmen Alvarado | Inge van der Heijden       | Ceylin del Carmen Alvarado |
| 10/02/2024 | Noordzeecross, Middelkerke            | C1   | Lucinda Brand              | Laura Verdonschot          | Ceylin del Carmen Alvarado | Ceylin del Carmen Alvarado |

### Eindstand
| Legenda | Legenda | Legenda | Legenda  | Legenda       | Legenda         | Legenda              |
| ------- | ------- | ------- | -------- | ------------- | --------------- | -------------------- |
| 1e plek | 2e plek | 3e plek | 4 t/m 15 | -geen punten- | niet uitgereden | – (niet deelgenomen) |

| Pos.   | Renner                     | Team   | OVE  | RUD  | NIE  | MER  | BOO  | ZOL  | DIE  | MID | Punten |
| ------ | -------------------------- | ------ | ---- | ---- | ---- | ---- | ---- | ---- | ---- | --- | ------ |
| Goud   | Ceylin del Carmen Alvarado | ADC    | 2    | 1    | 1    | 1    | –    | 2    | 2    | 3   | 100    |
| Zilver | Annemarie Worst            | 777    | 4    | 2    | 3    | 4    | 3    | 6    | 9    | 5   | 92     |
| Brons  | Aniek van Alphen           | 777    | 5    | 4    | 2    | 6    | 5    | 8    | 10   | 7   | 81     |
| 4      | Inge van der Heijden       | CCO    | 3    | 5    | 12   | 8    | 4    | 3    | 3    | –   | 74     |
| 5      | Sanne Cant                 | CCO    | 11   | 10   | 5    | 9    | 8    | 4    | 5    | 9   | 67     |
| 6      | Marion Norbert-Riberolle   | CCO    | 12   | 3    | 6    | 3    | 12   | 10   | –    | 4   | 62     |
| 7      | Denise Betsema             | PSB    | 6    | 9    | 8    | 5    | 6    | –    | 12   | –   | 50     |
| 8      | Fem van Empel              | TVL    | 1    | –    | –    | –    | 1    | 1    | –    | –   | 45     |
| 9      | Marie Schreiber (O23)      | SDW    | 13   | 11   | 7    | –    | –    | 7    | 6    | –   | 36     |
| 10     | Alicia Franck              | DCB    | -18- | 7    | 10   | 10   | 10   | –    | –    | 8   | 35     |
| 11     | Laura Verdonschot          | DCB    | 10   | 12   | 11   | 11   | –    | –    | –    | 2   | 34     |
| 12     | Lucinda Brand              | BTL    | –    | –    | –    | 2    | –    | –    | –    | 1   | 29     |
| 12     | Puck Pieterse              | FDC    | –    | –    | –    | –    | 2    | –    | 1    | –   | 29     |
| 14     | Francesca Baroni           | HRE    | 14   | 14   | 9    | 12   | –    | 13   | –    | 12  | 18     |
| 15     | Manon Bakker               | CCO    | –    | DNF  | 4    | 7    | –    | –    | –    | –   | 21     |
| 15     | Blanka Vas                 | SDW    | –    | –    | –    | –    | 7    | –    | 4    | –   | 21     |
| 17     | Zoe Bäckstedt (O23)        | TIB    | –    | 6    | –    | –    | –    | –    | 7    | –   | 19     |
| 17     | Leonie Bentveld (O23)      | PSB    | 7    | –    | –    | –    | –    | –    | –    | 6   | 19     |
| 19     | Anna Kay                   | 777    | 9    | 8    | DNF  | –    | –    | –    | –    | –   | 15     |
| 20     | Kristýna Zemanová (O23)    | BRT    | –    | –    | 14   | –    | –    | 5    | –    | –   | 13     |
| 21     | Julie Brouwers (O23)       | CRT    | -16- | –    | 15   | –    | –    | 12   | –    | 10  | 5      |
| 22     | Judith Krahl               | HRT    | –    | –    | –    | –    | –    | 11   | -17- | 11  | 5      |
| 23     | Hélène Clauzel             | ASB    | 8    | –    | –    | –    | –    | –    | –    | –   | 8      |
| 23     | Sara Casasola              | FAG    | –    | –    | –    | –    | –    | –    | 8    | –   | 8      |
| 25     | Shirin van Anrooij (O23)   | BTL    | –    | –    | –    | –    | 9    | –    | –    | –   | 7      |
| 25     | Lauren Molengraaf (O23)    | CRT    | –    | –    | –    | –    | –    | 9    | –    | –   | 7      |
| 27     | Kiona Crabbé               | PRO    | -23- | –    | –    | 13   | 14   | –    | –    | –   | 5      |
| 27     | Christine Majerus          | SDW    | –    | –    | –    | –    | 11   | –    | –    | –   | 5      |
| 27     | Ava Holmgren (O23)         | LTK    | –    | –    | –    | –    | –    | –    | 11   | –   | 5      |
| 30     | Lucía González Blanco      | NES    | –    | 13   | –    | –    | –    | -16- | –    | –   | 3      |
| 30     | Maghalie Rochette          | CAN    | –    | –    | 13   | –    | –    | –    | –    | –   | 3      |
| 30     | Lore De Schepper (O23)     | –      | -17- | –    | –    | –    | 13   | –    | –    | –   | 3      |
| 30     | Marthe Truyen              | FDC    | –    | –    | –    | –    | –    | 15   | 14   | –   | 3      |
| 30     | Cat Ferguson               | –      | –    | -17- | –    | –    | –    | –    | 13   | –   | 3      |
| 30     | Adèle Hurteloup            | PRO    | –    | –    | -21- | –    | –    | -30- | -36- | 13  | 3      |
| 36     | Kim Van de Steene          | –      | -21- | –    | -17- | 14   | –    | –    | –    | –   | 2      |
| 36     | Fleur Moors (O23)          | BTL    | –    | –    | –    | –    | –    | 14   | –    | –   | 2      |
| 36     | Febe De Smedt              | AT/PRO | -24- | -18- | DNF  | –    | -34- | -38- | -32- | 14  | 2      |
| 37     | Jinse Peeters              | PRO    | 15   | –    | –    | –    | –    | –    | –    | –   | 1      |
| 37     | Imogen Wolff (O23)         | –      | –    | 15   | –    | –    | –    | –    | -25- | –   | 1      |
| 37     | Loes Sels                  | PRO    | –    | –    | -16- | 15   | –    | -21- | –    | –   | 1      |
| 37     | Julia Kopecký (O23)        | AGN    | –    | –    | –    | –    | 15   | –    | –    | –   | 1      |
| 37     | Yara Kastelijn             | CCO    | –    | –    | –    | –    | –    | -28- | 15   | –   | 1      |
| 37     | Lotte Baele                | DCB    | -26- | –    | –    | -21- | –    | –    | –    | 15  | 1      |

| Pos. | Prijzengeld |
| ---- | ----------- |
| 1.   | € 25.000    |
| 2.   | € 16.000    |
| 3.   | € 10.000    |
| 4.   | € 7.500     |
| 5.   | € 4.000     |
| 6.   | € 2.500     |
| 7.   | € 1.500     |
| 8.   | € 1.000     |
| Tot. | € 67.500    |

## Tv-rechten
In België werd de Superprestige uitgezonden door tv-aanbieder Telenet (Play Sports) en tv-aanbieder Proximus (Pickx Sports). Verder zond de publieke omroep Sporza de crossen van Merksplas en Diegem uit. De rest van de wedstrijden zond Sporza in samenvatting uit.
In Nederland werd de Superprestige uitgezonden door de commerciële zender Eurosport.